# Стасюк, Иван Дмитриевич
Иван Дмитриевич Стасюк (1896—1945) — буковинский общественный деятель, журналист, участник коммунистического движения на Буковине. Член ЦК Коммунистической партии Буковины, которая до 1926 года действовала как составная часть КП(б)У, а затем была включена в состав Румынской коммунистической партии. Один из основателей и секретарь Партии украинских работающих Румынии «Освобождение»; редактор газеты «Борьба» (1925-28) и печатного органа партии «Освобождение» — «Борец» (1929-30), выходивший в Черновцах.
Преследовался румынской сигуранцей, 1930—1931 находился в заключении. Во второй половине 1930-х годов перебрался в советскую Украину. В начале Второй мировой войны эвакуировался на восток, где работал сельским учителем на Полтавщине. В Черновцах именем Стасюка названа улица.